# Alfredo Riesco Riesco
Alfredo Riesco Riesco (Santiago, 8 de marzo de 1884 - ibídem, 4 de octubre de 1921) fue un destacado abogado, político y diputado chileno.

## Primeros años de vida
Descendiente de una familia de ilustres servidores públicos, sus padres fueron Alfredo Riesco López y Corina Riesco Mariño, sobrino del presidente de Chile Germán Riesco Errázuriz.
Se educó en el Colegio San Ignacio y en el Instituto Nacional. Recibió su título de abogado en 1911 en la Universidad de Chile, dejando una admiración a su criterio en el plantel educativo de la Casa de Bello. Su tesis versó sobre Accidentes del trabajo, tema que revolucionó la legislación de la época.
Realizó varios viajes de estudio a Europa, completando su cultura, ampliando su espíritu emprendedor y modernista, asimilando rápidamente lo beneficioso para el desarrollo del país.

## Actividades públicas
- Militante del Partido Liberal, desde 1906.
- Elector de Presidente de la República por el Departamento de Putaendo (1910).
- Diputado por San Felipe, Putaendo y Los Andes (1912-1915); miembro de la comisión permanente de Asistencia Pública y Culto.
- Vicepresidente de la Cámara de Diputados (6 de noviembre de 1913-15 de mayo de 1914).
- Diputado por Osorno (1915-1918); figuró en la comisión permanente de Obras Públicas.
- Delegado de Chile en la Conferencia Sudamericana de Educación, celebrada en Río de Janeiro, Brasil (1916).
- Diputado por Osorno (1918-1921); formó parte de la comisión permanente de Instrucción Pública.

Fue miembro de distintas instituciones benéficas, sociedades de socorros mutuos, de Bomberos de Chile, el Club de La Unión. Su nombre fue ventajosamente estimado entre los jóvenes liberales del Parlamento de aquella época, y sus estudios fueron siempre bien considerados por parlamentarios y ministros en diferentes áreas legislativas. Falleció poco después de abandonar el Congreso Nacional, en 1921.